# Xorides madronensis
Xorides madronensis är en stekelart som beskrevs av Ruiz-cancino och Dmitriy R. Kasparyan 2000. Xorides madronensis ingår i släktet Xorides och familjen brokparasitsteklar. Inga underarter finns listade i Catalogue of Life.